# Anya-Anya I
L'Anya-Anya (més tard conegut com a Anya-Anya I per distingir-lo del segon moviment) fou un moviment militar del sud del Sudan.
El motins de les tropes sudistes el 1955 van provocar la fugida de molts soldats al bosc, que van mantenir una resistència contra els nordistes, però completament desorganitzada. El juny de 1963 un oficial de l'exèrcit del nord, Joseph Lago (o Lagu), va desertar, i va començar aquestes unitats disperses a les que va donar el nom d'Anya-Anya per una serp de picada mortal de la regió. El setembre del 1963 va iniciar l'ofensiva.
Després de 1965 es va formar el Front d'Alliberament d'Azània amb dissidents de la considerada moderada Sudan African National Union (SANU) que estaven exiliats a Kampala i que van donar tàcit suport polític a l'Anya-Anya. El ALF va constituir un govern anomenat Govern Nacional Provisional del Sud del Sudan (1967-1969) que va donar pas al Govern Nacional Provisional de l'Estat del Nil (o simplement del Nil) el qual fou dissolt el juliol de 1970, que va tenir poca incidència sobre el terreny en comparació als Anya Anya.
L'aparició de diversos governs rivals el 1969 feia poc efectiva la lluita i Joseph Ladu, que havia donat suport a la SANU, al Front d'Alliberament d'Azània, al Govern Provisional del Sud del Sudan, quan van començar els fraccionalismes (amb fins a 4 governs rivals) va decidir establir un braç polític per les seves forces de l'Anya-Anya que es va dir Anyanya National Organization (Organització Nacional Anyanya); un any després (1971), dissolts els quatre governs rivals, Ladu va absorbir aquests grups dispersos i es va canviar el seu nom pel de Moviment d'Alliberament del Sud del Sudan (South Sudan Liberation Movement) i l'exèrcit Anya-Anya es va passar a dir Front d'Alliberament del Sud del Sudan (South Sudan Liberation Front). Lagu preferia l'antic nom, però va acceptar la nova denominació. L'organització va quedar dirigida per Joseph Lagu com a comandant en cap; Frederick Magott com a comandant a Equatoria (la I Brigada); Joseph Akuon com a comandant a l'Alt Nil (la II Brigada) i Emmanuel Abur com a comandant a Bahr al-Ghazal (III Brigada). El comissionat civil fou Elia Lupe.
El Moviment d'Alliberament del Sud va reunir el suport de gairebé totes les faccions, i va negociar amb el govern i després de l'acord d'Addis Abeba (26 de febrer de 1972) l'exèrcit Anya Anya fou dissolt i bona part dels seus membres van passar a l'exèrcit sudanès, la policia i l'administració, entre els quals Joseph Lago (que aviat va rebre el nomenament com a Major General) i John Garang de Mabior, després el cap de la rebel·lió de 1983 que va entrar com a capità.